# Arthur von Kretschmann
Johann Arthur von Kretschmann (* 6. Februar 1836 in Frankfurt (Oder); † 10. April 1889 in Wendisch Wilmersdorf) war ein preußischer Generalmajor.

## Leben

### Herkunft
Die Familie Kretschmann hatte 1801 durch den Großvater des Generals, Theodor von Kretschmann (1762–1820), den preußischen Adel erhalten. Arthur war ein Sohn des Ernst Karl von Kretschmann (1802–1847) und dessen Ehefrau Emilie, geborene Vogel (1806–1885). Sein Vater war Rittmeister der Landwehr, Herr auf Schönau sowie Oberlandesgerichtsassessor. Dessen Bruder war der bayerische General Moritz von Kretschmann. Arthurs Bruder Hans (1832–1899) wurde preußischer General der Infanterie.

### Militärkarriere
Nach dem Besuch der Gymnasien in Brieg und Guben sowie des Berliner Kadettenhauses wurde Kretschmann am 29. April 1854 als Sekondeleutnant dem 6. Infanterie-Regiment der Preußischen Armee überwiesen. Zur weiteren Ausbildung absolvierte er von Oktober 1857 bis Juli 1860 die Allgemeine Kriegsschule, stieg anschließend zum Bataillonsadjutanten auf und wurde in dieser Stellung Mitte Dezember 1860 zum Premierleutnant befördert. 1862 folgte seine Kommandierung zur Topographischen Abteilung des Großen Generalstabes sowie Mitte Dezember 1864 als Generalstabsoffizier beim I. Armee-Korps nach Königsberg. Unter Beförderung zum Hauptmann wurde Kretschmann Mitte April 1866 in den Generalstab des I. Armee-Korps versetzt.
Während des Krieges gegen Österreich nahm er 1866 an den Kämpfen bei Trautenau, Tobitschau sowie Königgrätz teil und erhielt für sein Wirken den Roten Adlerorden IV. Klasse mit Schwertern. Am 13. Oktober 1866 wurde Kretschmann in den Generalstab der 1. Division versetzt. Vom 10. November 1878 bis zum 20. Oktober 1869 versah er Truppendienst als Kompaniechef im 3. Niederschlesischen Infanterie-Regiment Nr. 50. Anschließend wurde er zunächst in den Großen Generalstab rückversetzt, zwei Wochen später in den Generalstab der 8. Division versetzt und am 10. März 1870 zum Major befördert.
Während des Krieges gegen Frankreich kämpfte er 1870/71 bei Beaumont, Sedan, an der Lisaine, bei Villersexel, Pont-les-Moulins und Pontarlier sowie vor Schlettstadt, Neubreisach und Paris. In dieser Zeit wurde er am 25. September 1870 in den Generalstab der 4. Reserve-Division versetzt.
Ausgezeichnet mit beiden Klassen des Eisernen Kreuzes und des Ritterkreuzes des Militär-Karl-Friedrich-Verdienstordens wurde Kretschmann nach dem Vorfrieden Ende März 1871 erneut in den Großen Generalstab versetzt und am 4. September 1871 in den Johanniterorden aufgenommen. Er ging am 6. Januar 1872 in den Generalstab der 7. Division, danach wurde er am 12. Dezember 1874 in das Leib-Grenadier-Regiment „König Friedrich Wilhelm III.“ (1. Brandenburgisches) Nr. 8 versetzt und zum Kommandeur des I. Bataillons ernannt. Am 18. Januar 1875 zum Oberstleutnant befördert, wurde er unter Stellung à la suite des Regiments mit der Führung des 6. Brandenburgischen Infanterie-Regiments Nr. 52 beauftragt. Am 14. April 1878 wurde er zum Oberst befördert und am 20. April 1878 zum Regimentskommandeur ernannt. Er bekam am 18. September 1880 den Kronen-Orden II. Klasse. Anschließend wurde er am 17. August 1882 als Kommandeur in das Königin Elisabeth Garde-Grenadier-Regiment Nr. 3 versetzt. Unter Beförderung zum Generalmajor wurde Kretschmann am 12. Januar 1884 Kommandeur der 38. Infanterie-Brigade in Hannover. In Genehmigung seines Abschiedsgesuches wurde er am 3. Dezember 1885 mit Pension zur Disposition gestellt und nach seiner Verabschiedung am 10. Dezember 1885 noch mit dem Roten Adlerorden II. Klasse mit Eichenlaub und Schwertern am Ringe gewürdigt.
Er starb am 10. April 1889 bei einem Jagdunfall auf Wendisch-Wilmersdorf.
Generalfeldmarschall Moltke sagt am 22. Dezember 1874: „Er ist ein unterrichteter und tatkräftiger Offizier, von mehr als gewöhnlicher Begabung und regen Eifer für den Dienst, der zu sehr guten Erwartungen in der Zukunft berechtigt.“

### Familie
Kretschmann heiratete am 2. Juli 1861 in Wendisch Wilmersdorf Luise Ebel (1835–1885), eine Tochter des Rentiers Wilhelm Ebel. Die Ehe blieb kinderlos.